# Distrikt Krakau

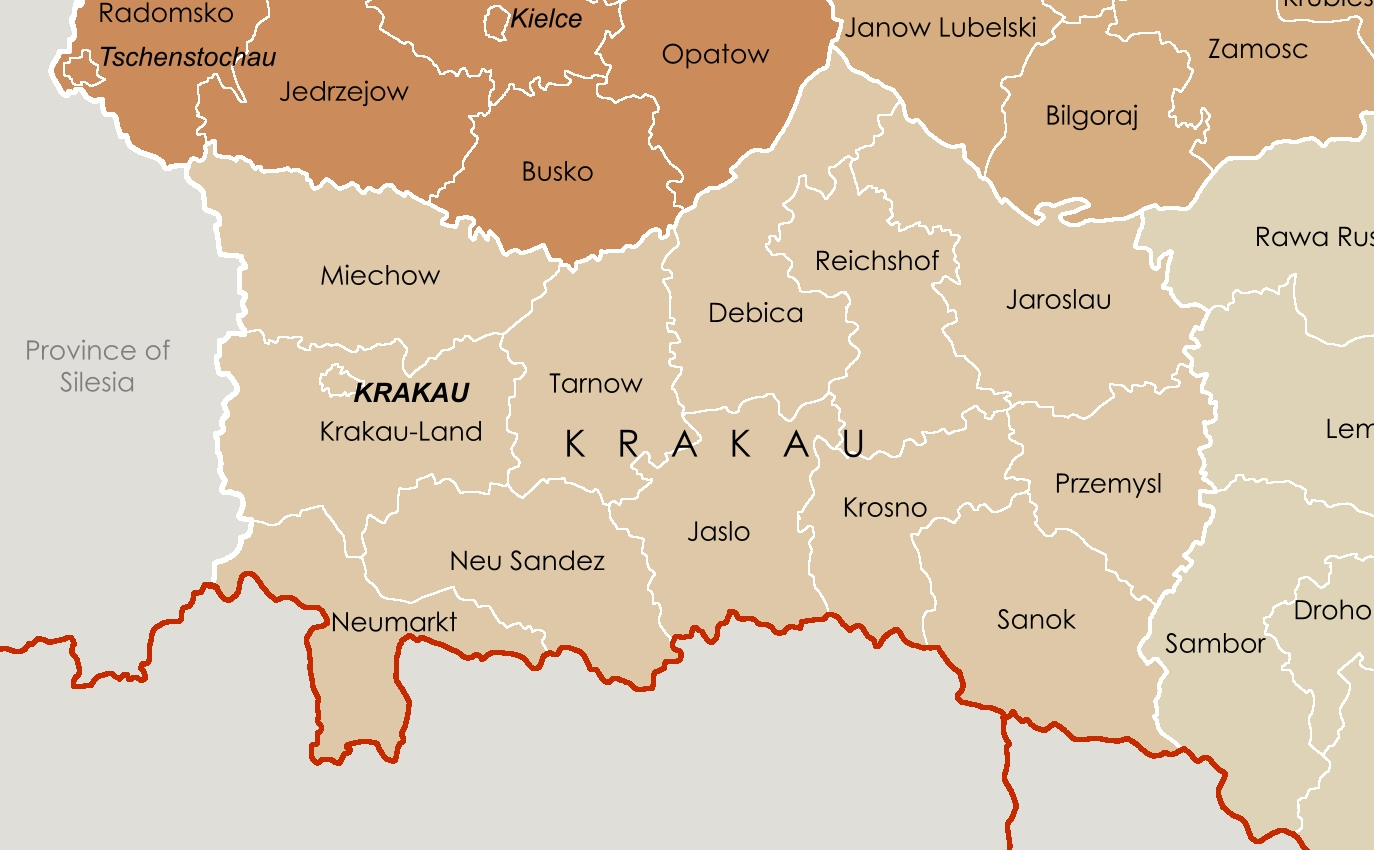
Distrikt Krakau

Distrikt Krakau bezeichnet ein vom Deutschen Reich während des Zweiten Weltkrieges besetztes, aber nicht in das Reichsgebiet eingegliedertes Gebiet der Republik Polen. Der Distrikt bestand ab 26. Oktober 1939 bis 18. Januar 1945, als Krakau, auch die Hauptstadt des Generalgouvernements, von der Roten Armee befreit wurde. Im Jahr 1943 hatte er etwa 4 Millionen Einwohner.
Der Distrikt umfasste größtenteils die polnische Woiwodschaft Krakau (1920–1939) (ohne die Landkreise Bielitz, Saybusch und Krenau, die direkt dem Dritten Reich angeschlossen wurden), den westlichen Teil der Woiwodschaft Lwów, sowie den südlichen Teil der Woiwodschaft Kielce (Landkreis Miechow).
Die deutschen Besatzer erweiterten die Stadt Krakau mit vielen Eingemeindungen im Jahr 1941 um mehr als das Doppelte und machten sie zu einer kreisfreien Stadt. Außerdem wurde der Distrikt in zwölf Landkreise geteilt:
- Debica
- Jaroslau
- Jaslo
- Krakau-Land
- Krosno
- Miechow
- Neu-Sandez
- Neumarkt (Dunajec)
- Przemysl
- Reichshof
- Sanok
- Tarnow

Gouverneure des Distrikts Krakau (Sitz: Adolf-Hitler-Platz 27, heutiger Hauptmarkt):
- Otto Wächter (26. Oktober 1939 bis 22. Januar 1942)
- Richard Wendler (31. Januar 1942 bis 26. Mai 1943)
- Ludwig Losacker (26. Mai bis 10. Oktober 1943)
- Curt Ludwig Ehrenreich von Burgsdorff (23. November 1943 bis 18. Januar 1945)